# 乔·肯尼迪 (篮球运动员)
约瑟夫·A·肯尼迪（英語：Joseph A. Kennedy，1947年1月12日—），美国前男子职业篮球运动员，曾效力于NBA联盟。他在1968年的NBA选秀中第10轮第122顺位被西雅图超音速选中。